# Strätscherhorn
Strätscherhorn är en bergstopp i Schweiz.   Den ligger i regionen Surselva och kantonen Graubünden, i den östra delen av landet, 140 km öster om huvudstaden Bern. Toppen på Strätscherhorn är 2 558 meter över havet, eller 58 meter över den omgivande terrängen. Bredden vid basen är 0,37 km.
Terrängen runt Strätscherhorn är huvudsakligen bergig, men den allra närmaste omgivningen är kuperad. Närmaste större samhälle är Thusis, 18,1 km nordost om Strätscherhorn. 
Trakten runt Strätscherhorn består i huvudsak av gräsmarker. Runt Strätscherhorn är det mycket glesbefolkat, med 5 invånare per kvadratkilometer.